# Карсская крепостная артиллерия
Карсская крепостная артиллерия — обобщающее название формирований российской крепостной артиллерии в Карсе.
Название своё получила 9 мая 1891 года. Праздник 25 сентября.

## История
1 января 1883 года управление Александропольской крепостной артиллерии было перемещено в крепость Карс и переименовано во временное управление Карсо-Александропольской крепостной артиллерии в составе пяти батальонов мирного состава, для чего прежний 1-й батальон, содержавшийся по штатам военного времени, был переформирован в три батальона. Также на укомплектование Карсо-Андропольской крепостной артиллерии был обращен личный состав упраздненной Ахалцыхской крепостной артиллерийской роты.
| Роты Александропольской артиллерии | Подразделения Карсо-Александропольской артиллерии |
| ---------------------------------- | ------------------------------------------------- |
| 1-я рота                           | 17-я, 18-я и 19-я роты                            |
| 2-я рота                           | 1-й батальон                                      |
| 3-я рота                           | 2-й батальон                                      |
| 4-я рота                           | 16-я рота                                         |
| 5-я рота                           | 13-я рота                                         |
| 6-я рота                           | 14-я рота                                         |
| 7-я рота                           | 15-я рота                                         |
| 8-я рота                           | 20-я рота                                         |
| 9-я рота                           | 9-я рота                                          |
| 10-я рота                          | 10-я рота                                         |
| 11-я рота                          | 11-я рота                                         |
| 12-я рота                          | 12-я рота                                         |

В 9 мая 1891 года из Карсо-Андропольской крепостной артиллерии была вновь выделена Александропольская крепостная артиллерия, после чего Карсо-Андропольская крепостная артиллерия была переименована в Карсскую, и ей был определён строевой состав в три крепостных артиллерийских батальона.
| Карсо-Александропольская крепостная артиллерия | Карсская крепостная артиллерия |
| ---------------------------------------------- | ------------------------------ |
| 1-я рота                                       | 1-я рота                       |
| 2-я рота                                       | 2-я рота                       |
| 3-я рота                                       | 3-я рота                       |
| 4-я рота                                       | 5-я рота                       |
| 5-я рота                                       | 4-я рота                       |
| 6-я рота                                       | 9-я рота                       |
| 7-я рота                                       | 7-я рота                       |
| 8-я рота                                       | 8-я рота                       |
| 9-я рота                                       | 6-я рота                       |
| 10-я рота                                      | 10-я рота                      |
| 11-я рота                                      | 11-я рота                      |
| 12-я рота                                      | 12-я рота                      |

В 1897 году 11-я и 12-я роты были переименованы в 3-ю и 4-ю роты Кавказского осадного артиллерийского батальона, и взамен их были сформированы новые под теми же номерами.
К 13 января 1915 года состав крепостной артиллерии был увеличен до пяти батальонов (20 рот). К 1 января 1917 года были образованы 1-й и 2-й лёгкие артиллерийские дивизионы.

## Вооружение
Основное вооружение:
- 6-дюймовые пушки;
- 42-линейные пушки.

## Командиры
- 01.02.1898 — 28.02.1901 — полковник Климов, Иван Панкратьевич
- 25.04.1901 — 10.12.1905 — полковник (с 06.12.1901 генерал-майор) Волков, Павел Михайлович
- в 1906 — полковник Хатов, Александр Сергеевич
- 24.07.1907 — ??.??.1911 — полковник (с 06.12.1908 генерал-майор) Мудров, Иван Викторович
- 08.07.1911 — после 01.07.1913 — генерал-майор Ленчовский, Иван Ефимович
- 18.12.1913 — 23.07.1916 — полковник (с 06.12.1914 генерал-майор) Вадин, Александр Николаевич
- 06.09.1916 — xx.xx.19xx — генерал-майор Миролюбский, Пётр Николаевич

## Отличия
- Знаки на головных уборах с надписью (Приказы по Военному ведомству № 325, от 1891 года, и  № 17, от 1897 года и циркуляр Главного штаба № 265, 1897 года).
  - у 1-й роты «2-й ротѣ Александропольской крѣп. арт-ріи, за взятіе Ардагана и осаду кр-сти Карса въ 1877 г.»
  - у 6-й роты «3-й ротѣ Александроп. крѣп. арт-ріи, за осаду кр. Карса въ 1877 г.»
  - у 10-й роты «4-й ротѣ Александроп. крѣп. арт-ріи за осаду кр-сти Карса въ 1878 г.».